# Bondy Blog
Le Bondy Blog est un média en ligne créé le 11 novembre 2005. Il a pour vocation de donner la parole aux habitants des banlieues urbaines. 

## Histoire

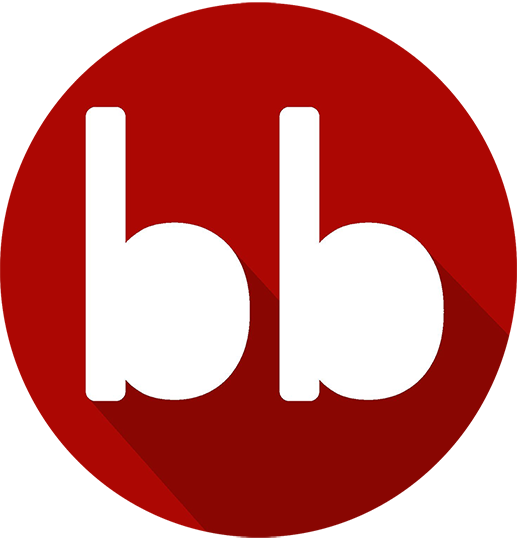
Ancien logo.

Le Bondy Blog a été ouvert par Serge Michel, du magazine suisse L'Hebdo, pendant les émeutes de 2005 dans les banlieues françaises. Une quinzaine de journalistes de L'Hebdo se sont alors relayés pendant trois mois dans un petit local de la cité Blanqui de Bondy, en Seine-Saint-Denis. Cette démarche de l'hebdomadaire suisse a été vue comme un pied de nez aux médias français, souvent accusés d'être déconnectés des réalités des banlieues. Cependant, le journaliste Paul Ackermann a été agressé. 
En mars 2006, le blog a été remis à une équipe locale, dirigée par Mohamed Hamidi. Celle-ci fait croître l'audience et signe fin 2006 un accord avec le portail d'actualités de Yahoo! France afin de couvrir la campagne des élections présidentielle et législatives de 2007. 
En 2016, Nordine Nabili cède sa place de directeur à la journaliste Nassira El Moaddem. Elle démissionne en décembre 2018. L'assemblée générale de l'association nomme Latifa Oulkhouir et Ilyes Ramdani (devenus blogueurs en 2013) directrice et rédacteur en chef du Bondy Blog.

## Présentation

### Ligne éditoriale
Les sujets sont autant locaux, relatifs à la vie des habitants, que plus globaux sur les politiques publiques. Ils abordent l'actualité « sous l’angle de la banlieue ». La rubrique « Bondy Business » souhaite faciliter les échanges entre entrepreneurs des quartiers.

### Financement
Selon Libération, en 2016, le média est soutenu notamment par la région Île-de-France et le ministère de la Ville. Entre 2015 et 2017, il a également reçu 50 000 € par an d'Open Society Foundations,.
Mathieu Blard écrit que « le financement est la question principale qui se pose quotidiennement pour la structure. Cependant, le problème central est qu'il n'existe aucune stratégie viable de financement à long terme de l'association. »

### Hébergement
Il est hébergé à partir du 1er octobre 2007 par le site du quotidien gratuit 20 Minutes, puis par Yahoo! France, et enfin par Libération depuis le 1er janvier 2015.

## Réception
Le lancement de ce blog a connu un important succès médiatique. Presque la totalité de la presse, des radios et des chaînes de télévision françaises en ont parlé et le New York Times lui a consacré un article. En 2010, le site comptait 400 000 consultations uniques mensuelles.
En 2009, le Bondy Blog reçoit le prix Challenges du « meilleur blog politique ». Il a également reçu le Prix de la citoyenneté par la Fondation EDF.
En octobre 2014, le président de la République, François Hollande, vient à la célébration de l’anniversaire du média en ligne et salue son « travail d'éducation et de formation ».

## Critiques et polémique

### Accusations d'islamisme et d'islamosphère
En novembre 2016, dans une interview à l'hebdomadaire L'Obs, Gilles Kepel « accuse certains intellectuels de gauche, dont les plumes du Bondy Blog, de faire le jeu des islamistes et de minimiser la menace djihadiste ». Latifa Oulkhouir et Nassira El Moaddem, présidente et directrice du Bondy Blog, réfutent une affirmation de Gilles Kepel selon laquelle le média ne traiterait pas des attentats et jugent « délirante » l'affirmation selon laquelle le Bondy Blog serait « totalement repris en main par cette frange frériste qui a fait de l'“islamophobie” son principal slogan »,.
La journaliste du Figaro Judith Waintraub écrit en 2017 : « Au Bondy Blog, l’islamosphère n’est pas seulement bienvenue : elle est chez elle ».

### Affaire Meklat
En février 2017, lorsqu'éclate ce qui est appelé l'affaire des tweets racistes, antisémites, homophobes et misogynes publiés entre 2012 et 2014 par Mehdi Meklat, le Bondy Blog réagit en prenant ses distances vis-à-vis de son ancien blogueur qui avait signé plus de 200 articles.

## Intervenants

### Rédaction en chef
- 2009-2011 : Antoine Menusier[20]
- 2011-2016 : Nordine Nabili
- 2016-2018 : Nassira El Moaddem
- 2019-2020 : Ilyes Ramdani[5]
- 2020-2022 : Jalal Kahlioui[21]
- Depuis septembre 2022 : Héléna Berkaoui

### Blogueurs
Parmi les blogueurs passés par le Bondy Blog, on peut notamment citer Widad Ketfi, Mehdi Meklat et Badroudine Saïd Abdallah, Thomas Romain[réf. souhaitée], Faïza Zerouala, Gaëlle Bélem, Alexandre Devecchio.

### Journalistes deL'Hebdoayant séjourné à Bondy
- Paul Ackermann
- Blaise Hofmann
- Alain Jeannet
- Serge Michel
- Alain Rebetez
- Roland Rossier
- Pierre-André Stauffer

## Publications
- Serge Michel, Bondy Blog : Des journalistes suisses dans le 9.3, Paris, Seuil, 2006, 257 p. (ISBN 2-02-087327-3).
- Jusqu'à quand ? : 15 ans de reportages dans les quartiers  (préf. Edwy Plenel), Paris, Fayard, 2020, 194 p. (ISBN 978-2-213-71771-5).